# Суха река (приток на Осъм)
Вижте пояснителната страница за други значения на Суха река.
Суха река е река в Северна България, област Ловеч – община Троян, ляв приток на река Осъм. Дължината ѝ е 28 km.
Суха река извира от северното подножие на връх Градът (1231 m) във Васильовска планина на Предбалкана, на 1150 m н.в. До село Борима протича в дълбока гориста долина, след това завива на изток, долината ѝ се разширява и се появяват обработваеми земи. Влива се отляво в река Осъм, на 305 m н.в., в близост до жп спирка Ломец.
Площта на водосборния басейн на Суха река е 62 km2, което представлява 2,2% от водосборния басейн на река Осъм.
През летно-есенните месеци реката почти пресъхва. Част от водите ѝ се използват за напояване – два микроязовира.
По течението ѝ са разположени две села – Борима и Дълбок дол.
На протежение от 9,4 km по долината на реката преминава част от третокласен път № 402 от Държавната пътна мрежа село Сопот – Троян.

## Топографска карта
- Лист от карта K-35-37. Мащаб: 1 : 100 000.
- Лист от карта K-35-38. Мащаб: 1 : 100 000.